# Regidor de espectáculo en vivo

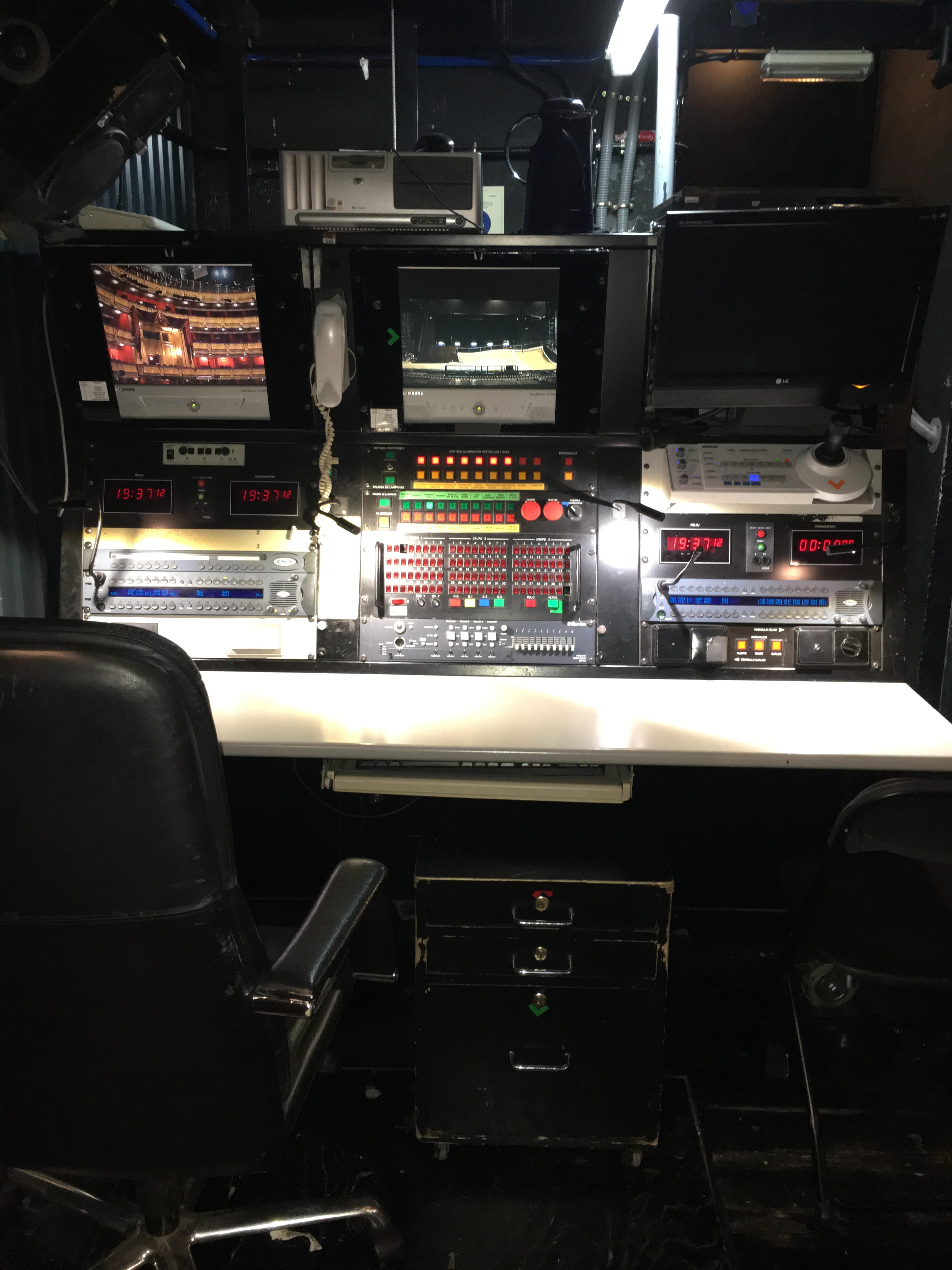
Pupitre de regiduría de un teatro de ópera.

El regidor  es un oficio del teatro. Es la denominación que se da en España a la persona responsable de la organización de los movimientos y efectos escénicos dispuestos por el director de escena garantizando la integridad artística del espectáculo en todas sus representaciones. El término fue tomado del francés.  El regidor venía a asumir las funciones del traspunte o segundo apunte, pero hoy en día ya ha tomado carta de naturaleza como un cargo intermedio entre el director y el resto del equipo técnico. En la mayoría de los países de habla hispana, la denominación que se da a esta posición es la de director de escenario pero las funciones que desempeña en los distintos lugares del mundo son las mismas. Es el stage manager de los países de habla inglesa, el régisseur francés, el Inspizient alemán, o el direttore di scena italiano, y está considerado como la máxima autoridad en el escenario y el responsable directo del espectáculo una vez comenzado.

## Evolución histórica
En la historia la figura del hoy regidor está ligada a la del apuntador. En el teatro griego, ya se encuentra la figura del consueta (hoy apuntador). El consueta era el único técnico, ya que los artistas se preparaban absolutamente todo. En tiempos más cercanos surgió la figura del avisador, cuya misión era más o menos hacer todo lo que los artistas les pedían.
Hasta la aparición de la puesta en escena en el siglo XIX, el "director de escena" organizaba las tareas prácticas era la única actividad extra-literaria, y  tras la toma de conciencia de la necesidad de un control global de los medios artísticos, la función del director de escena se dividió en director, como responsable artístico, y regidor en el sentido actual, como encargado del escenario durante los ensayos y las representaciones.
En España entre los años treinta y cuarenta del siglo XX, el consueta pasó a llamarse primer apunte (posteriormente apuntador) y el avisador pasó a llamarse segundo apunte o traspunte (posteriormente regidor), las labores del primer apunte eran más importantes que las del traspunte, aunque con el paso del tiempo los cometidos y la categoría del traspunte fueron creciendo.  
Los cometidos del traspunte eran avisar a los actores, hacer todo tipo de ruidos entre cajas que fuesen necesario para el mejor entendimiento de la obra, componer la lista de objetos de utilería que se necesitaban para el espectáculo. 
Fue a primeros de los años cincuenta del pasado siglo cuando en la ordenanza laboral de locales de espectáculos se oficializó las definiciones de apuntador y regidor.
En los años sesenta se producen muchos cambios en el mundo del espectáculo en España,  que de alguna manera, afectarán al trabajo del regidor y del apuntador. Es una década en la que se empieza a profesionalizar definitivamente la parte artística y en la que se van a empezar a incorporar nuevos elementos técnicos tanto en la tramoya como en la iluminación. En cambio el trabajo del apuntador va perdiendo importancia a la vez que las compañías de teatro de repertorio van decreciendo.

## La labor del regidor
En el mundo del espectáculo en vivo, los regidores son las personas que tienen por misión montar las obras conforme a lo acordado por la dirección escénica y llevar el orden del espectáculo durante el transcurso del mismo, previniendo y avisando a los actores y técnicos de sus respectivas intervenciones escénicas y siguiendo las directrices especificadas en el correspondiente libreto, escaleta o partitura, dependiendo de si trabajan en teatro de texto, en eventos, en ópera, zarzuela, danza o circo. El regidor interviene en las tres fases de una producción, es decir: preproducción, ensayos y representación.

### Preproducción
En esta fase, la tarea del regidor es el estudio del proyecto y confección del libreto, asistencia a los castings y preparación de listados de necesidades. 

### Ensayos
La fase de ensayos puede subdividirse a su vez en:
Primeros ensayos, que suelen ser en una sala de ensayos. Los cometidos del regidor en esta fase son asistir al director de escena e intérpretes con su utilería, marcar tiempos de ensayos, anotar entradas y mutis de intérpretes, actualizar la información, coordinar e informar a producción y dirección técnica del desarrollo de los ensayos y coordinar ensayos con pruebas de vestuario, realizar la citación diaria de ensayos junto al director de escena y comunicarla, entre otras tareas.
Ensayos en el escenario. En esta fase el regidor ya debe ocupar su puesto en el escenario y mediante el sistema de intercomunicación dará las órdenes de los cambios de decorado, luces, efectos de sonido que se hayan ido fijando en la primera fase de ensayos.
Tipos de ensayos en ópera, zarzuela y musicales
Ensayos de escena: se trabaja la puesta en escena a estos ensayos asisten el director de escena, cantantes, coro, figuración, ballet, etc. Se realizan con un pianista repetidor y asiste el director de orquesta o asistente.
Ensayos musicales o lecturas de orquesta: son ensayos de la orquesta con el director de orquesta.
Ensayo a la italiana: es un ensayo en el teatro, con la orquesta en el foso y los cantantes y coro en escena sentados sin hacer escena.
Ensayo técnico: son ensayos en el escenario dónde se marca técnicamente los movimientos de decorado y luces, se suelen hacer sin los artistas.
Grabación de luces: son los ensayos dónde el iluminador diseña la iluminación de cada escena y sus transiciones. Los regidores asisten preparando cada escena, los cambios de decorado y utilería que se necesitan, dando indicaciones a los dobles de luces y anotando cada efecto en la partitura o libreto. 
Ensayo de conjunto: ensayos en el escenario con orquesta en el foso, y en la escena cantantes, coro, figuración, ballet y con el decorado. Estos ensayos son liderados por el director de orquesta.
Ensayo antepiano: es el último ensayo donde el director de escena puede hacer retoques o modificaciones, sin orquesta y normalmente es el primer ensayo con vestuario. 
Ensayo pregeneral y general: se realizan con todo el elenco, la orquesta, cambios de decorado, luces, efectos especiales y vestuario.

### Representaciones
Durante las representaciones hará la comprobación de que todos los elementos técnicos y humanos están preparados para empezar la representación. El trabajo se realiza conjuntamente con los técnicos. Dará los avisos de inicio de función. Después mediante el sistema de intercomunicación irá dando las prevenciones y ejecuciones pertinentes a cada sección para que el espectáculo transcurra según lo establecido durante los ensayos por la dirección escénica. En caso de imprevisto debe tomar él las decisiones pertinentes.